# Nate Bjorkgren
Nate Bjorkgren (20 de junho de 1975) é um técnico norte-americano de basquete profissional que atualmente é assistente do Portland Trail Blazers da National Basketball Association (NBA).
Ele jogou basquete universitário na University of South Dakota e na Buena Vista University. Anteriormente, ele foi assistente do Phoenix Suns de 2015 a 2017 e do Toronto Raptors de 2018 a 2020. Ele foi o treinador principal do Indiana Pacers na temporada de 2020-21.

## Juventude e carreira universitária
Bjorkgren nasceu em Storm Lake, Iowa em 20 de junho de 1975. Ele liderou o time de basquete da Storm Lake High School Tornadoes para uma temporada de 17-4 como um veterano em 1993.
Quando Bjorkgren começou a jogar basquete na faculdade, ele começou jogando pela Dakota do Sul em 1994. Depois de algumas temporadas jogando lá, ele decidiu se transferir para a Buena Vista University em sua cidade natal. Durante seu tempo lá, Bjorkgren ajudou Buena Vista a ganhar o Iowa Intercollegiate Athletic Conference Championship na temporada de 1996-97 sob o comando do treinador Brian Van Haaften. Na época, foi o primeiro título de conferência conquistado pela universidade desde 1976. Ele finalmente se formou em 1998 em Ciências do Exercício.

## Carreira como treinador

### Ensino médio
Bjorkgren começou sua carreira de treinador na pequena Sioux Central High School, em Sioux Rapids, Iowa, primeiro como assistente e depois como treinador principal aos 23 anos. Após isso, ele foi assistente do técnico Mark Hutcheson na Linn-Mar High School em Marion, Iowa.
Quatro anos depois de se formar na Buena Vista University, Bjorkgren mudou-se para Phoenix, Arizona. De 2004 a 2007, Bjorkgren continuou sua carreira de treinador, desta vez na Cactus Shadows High School em Cave Creek, Arizona. Durante cada uma de suas três temporadas com Cactus Shadows, ele liderou os Falcons até o Torneio Estadual Cactus 4A. Além disso, ele também foi nomeado Treinador Regional do Ano nas temporadas de 2004-05 e 2005-06, e Treinador do Ano do Ensino Médio do Arizona na temporada de 2005-06.

### Profissional

#### D-League
Depois de sua terceira e última temporada na Cactus Shadows High School, Bjorkgren foi contrato em 2007 para o cargo de assistente de Nick Nurse no Iowa Energy da D-League. Durante sua última temporada como assistente em Iowa, Bjorkgren fez sua estreia como técnico na D-League com uma vitória na prorrogação. Em sua última temporada como assistente do Energy, a equipe conquistou seu primeiro título da D-League. Isso levou o Dakota Wizards a contratar Bjorkgren como o novo treinador principal da equipe. Durante a última temporada dos Wizards sob o comando de Dakota, ele teve um recorde de 29-21 antes de perder na primeira rodada dos playoffs para o Bakersfield Jam. Depois disso, o Dakota Wizards mudou seu nome para Santa Cruz Warriors devido ao Golden State Warriors ter assumido o controle total sobre a franquia. Em sua primeira temporada com o nome Warriors, Bjorkgren melhorou o time ainda mais, levando a equipe até as finais da D-League, perdendo para o Rio Grande Valley Vipers por 2-0. Após a temporada, Bjorkgren assinou um contrato para retornar ao Iowa Energy como seu treinador principal. Em sua única temporada lá, Bjorkgren levou o Energy a um recorde de 31-19, o que o ajudou a ganhar o reconhecimento dos olheiros como um potencial técnico da NBA algum dia. Depois de perder para o Rio Grande Valley Vipers mais uma vez, Bjorkgren assinou um contrato para treinar o Bakersfield Jam. Durante sua única temporada como treinador do Jam, ele teve um registro de 34-16. Ele ajudou seus jogadores a ganhar várias prêmios naquela temporada mas o Jam acabou perdendo nos playoffs por 2-1 para o Austin Spurs na primeira rodada.

### NBA

#### Phoenix Suns
Em 30 de julho de 2015, Bjorkgren foi promovido à NBA ao ser nomeado assistente e coordenador de desenvolvimento de jogadores do Phoenix Suns sob o comando do técnico Jeff Hornacek. Antes de ser oficialmente contratado, no entanto, ele assumiu a função de treinador principal do time dos Suns na Summer League de 2015, onde levou o time a um recorde de 5-2, chegando às finais e perdendo para o San Antonio Spurs. Em sua temporada de estreia, ele passou de assistente e coordenador de desenvolvimento de jogadores a assistente em tempo integral depois que os assistentes Jerry Sichting e Mike Longabardi foram demitidos em 28 de dezembro de 2015. Com a equipe técnica insuficiente e os Suns tendo um desempenho ruim devido, pelo menos em parte, a lesões envolvendo alguns de seus principais jogadores, isso levou à demissão de Jeff Hornacek em 1º de fevereiro de 2016, após terminar o mês de janeiro com um recorde de 2–12. Bjorkgren foi imediatamente considerado um dos principais candidatos para assumir o lugar vago antes que a posição fosse finalmente dada a Earl Watson. No entanto, apesar do desempenho em uma das piores temporadas da história da franquia, Bjorkgren continuou a fazer parte da mais nova equipe técnica de Earl Watson, sendo um dos únicos dois membros da equipe original de Watson a permanecer após o término da Temporada de 2015-16.
Ele também assumiu o papel de técnico dos Suns na Summer League de 2016, desta vez tendo um recorde de 4–2 e perdendo na final para o Minnesota Timberwolves. Bjorkgren foi demitido junto com Mehmet Okur e Jason Fraser em 22 de outubro de 2017, depois que alguns desempenhos ruins levaram a um início de 0–3.

#### Toronto Raptors
Ele se tornou parte do departamento de olheiros do Toronto Raptors pelo resto da temporada em diante. Em julho de 2018, Bjorkgren foi anunciado como um dos novos assistentes do Toronto Raptors sob o comando do novo técnico Nick Nurse, com quem ele havia trabalhado anteriormente no Iowa Energy de 2007 a 2011.
Durante sua primeira temporada com Toronto, Bjorkgren alcançou as Finais da NBA de 2019, onde os Raptors derrotaram o Golden State Warriors por 4–2. Ele se tornou o primeiro assistente a vencer as finais da NBA e o título da G-League ao longo de sua carreira de treinador, vencendo ambos com Nick Nurse como treinador principal.

#### Indiana Pacers
Em 20 de outubro de 2020, o Indiana Pacers contratou Bjorkgren como seu novo treinador principal. Em 9 de junho de 2021, após apenas uma temporada como técnico principal, Bjorkgren foi demitido quando o time não foi para os playoffs pela primeira vez desde a temporada de 2014-15.

#### Retorno a Toronto
Em 2021, Bjorkgren voltou ao Toronto Raptors como consultor. Ele foi dispensado após a temporada de 2022–23 com a saída de Nick Nurse.

#### Portland Trail Blazers
Durante a temporada de 2023–24, Bjorkgren se juntou ao Portland Trail Blazers como Assistente Especial da equipe técnica. Em 24 de junho de 2024, Bjorkgren foi promovido a técnico assistente. Ele atuou como técnico interino por dois jogos em dezembro de 2024 durante a ausência de Chauncey Billups.

## Estatísticas da carreira
| Time    | Ano     | Temporada regular | Temporada regular | Temporada regular | Temporada regular | Temporada regular | Playoffs | Playoffs | Playoffs | Playoffs | Playoffs             |
| Time    | Ano     | J                 | V                 | D                 | %                 | Classificação     | J        | V        | D        | %        | Resultado final      |
| ------- | ------- | ----------------- | ----------------- | ----------------- | ----------------- | ----------------- | -------- | -------- | -------- | -------- | -------------------- |
| Indiana | 2020–21 | 72                | 34                | 38                | .472              | 2nd na Central    | —        | —        | —        | —        | Não foi aos playoffs |